# Spengler Cup 2022
Der Spengler Cup 2022 (französisch Coupe Spengler 2022) war die 94. Auflage des gleichnamigen Wettbewerbs und fand vom 26. bis 31. Dezember 2022 im Schweizer Luftkurort Davos statt. Als Spielstätte fungierte das dortige Eisstadion.
Bei seiner zweiten Teilnahme gewann der HC Ambrì-Piotta mit einem 3:2-Sieg nach Penaltyschiessen im Finalspiel über den tschechischen Vertreter HC Sparta Prag das Turnier erstmals. 
Nach zwei Absagen aufgrund der COVID-19-Pandemie konnte das Turnier wieder wie gewohnt durchgeführt werden. Für OK-Präsident Marc Gianola war es der «beste Spengler Cup aller Zeiten» mit einem insgesamt sehr guten sportlichen Niveau. Acht von elf Partien wurden im rundum erneuerten Eisstadion vor ausverkauften Rängen gespielt. Die Stadionauslastung betrug 97 Prozent.

## Modus
Die sechs teilnehmenden Teams spielten zunächst in zwei Vorrundengruppen – benannt nach den Davoser Eishockeylegenden Richard Torriani sowie den Cattini-Brüdern Ferdinand und Hans – à drei Teams in einer Einfachrunde im Modus «jeder gegen jeden», so dass jede Mannschaft zunächst zwei Spiele bestritt, die Platzierungen nach Punkten aus. Die beiden Gruppensieger qualifizierten sich direkt für den Halbfinal, während die Zweit- und Drittplatzierten in einem K.-o.-Duell über Kreuz die beiden weiteren Halbfinalteilnehmer ausspielten. Die beiden Halbfinalsieger ermittelten am Schlusstag schliesslich den Turniersieger.

## Turnierverlauf

### Vorrunde
Gruppe Torriani
| 26. Dezember 2022 15:10 Uhr | HC Ambrì-Piotta A. Formenton (12:20) J. Jooris (33:42) B. McMillan (34:10) D. Bürgler (45:08) J. Virtanen (57:23) | 5:2 (1:0, 2:1, 2:1) Spielbericht | Örebro HK C. Mastomäki (22:07) L. Öberg (42:10) | Eisstadion, Davos Zuschauer: 6'267 (ausverkauft) |

| 27. Dezember 2022 15:10 Uhr | HIFK Helsinki M.-M. Åsten (13:25) K. Halttunen (15:40) | 2:5 (2:2, 0:2, 0:1) Spielbericht | Örebro HK E. Ekström (5:47) F. Berglund (11:10) O. Eklind (32:00) R. Ābols (38:48) W. Wikman (58:27) | Eisstadion, Davos Zuschauer: 5'634 |

| 28. Dezember 2022 15:10 Uhr | HC Ambrì-Piotta I. Pestoni (5:20) B. McMillan (10:31) F. Chlapík (22:03) J. Kneubuehler (32:16) M. Špaček (42:00) A. Heim (53:44) J. Kneubuehler (56:59) | 7:3 (2:0, 2:2, 3:1) Spielbericht | HIFK Helsinki J. Motin (22:46) O. Rantakari (29:07) J. Nättinen (43:04) | Eisstadion, Davos |

| Pl. |                 | Sp | S | OTS | OTN | N | Tore  | Punkte |
| --- | --------------- | -- | - | --- | --- | - | ----- | ------ |
| 1.  | HC Ambrì-Piotta | 2  | 2 | 0   | 0   | 0 | 12:05 | 6      |
| 2.  | Örebro HK       | 2  | 1 | 0   | 0   | 1 | 07:07 | 3      |
| 3.  | HIFK Helsinki   | 2  | 0 | 0   | 0   | 2 | 05:12 | 0      |

Gruppe Cattini
| 26. Dezember 2022 20:15 Uhr | HC Sparta Prag M. Řepík (18:11) D. Přibyl (18:41) M. Řepík (27:20) | 3:2 (2:0, 1:2, 0:0) Spielbericht | Team Canada B. Connolly (28:40) B. Connolly (34:43) | Eisstadion, Davos Zuschauer: 5'859 |

| 27. Dezember 2022 20:15 Uhr | HC Davos A. Rowe (0:31) L. Bristedt (1:55) | 2:1 (2:0, 0:1, 0:0) Spielbericht | Team Canada B. Connolly (37:16) | Eisstadion, Davos Zuschauer: 6'267 (ausverkauft) |

| 28. Dezember 2022 20:15 Uhr | HC Sparta Prag M. Kempný (1:23) O. Safin (10:55) M. Kempný (21:44) J. Buchtele (25:23) R. Horák (32:11) D. Vitouch (32:54) M. Řepík (44:40) D. Dvořáček (46:39) R. Horák (54:37) | 9:2 (2:1, 4:0, 3:1) Spielbericht | HC Davos M. Stránský (19:53) A. Ambühl (59:39) | Eisstadion, Davos |

| Pl. |                | Sp | S | OTS | OTN | N | Tore  | Punkte |
| --- | -------------- | -- | - | --- | --- | - | ----- | ------ |
| 1.  | HC Sparta Prag | 2  | 2 | 0   | 0   | 0 | 12:04 | 6      |
| 2.  | HC Davos       | 2  | 1 | 0   | 0   | 1 | 04:10 | 3      |
| 3.  | Team Canada    | 2  | 0 | 0   | 0   | 2 | 03:05 | 0      |

### Finalrunde
|  | Halbfinalqualifikation | Halbfinalqualifikation | Halbfinalqualifikation |  |  | Halbfinal | Halbfinal       | Halbfinal |  |    | Final          | Final           | Final |
|  |                        |                        |                        |  |  |           |                 |           |  |    |                |                 |       |
|  |                        |                        |                        |  |  | C1        | HC Sparta Prag  | 4         |  |    |                |                 |       |
|  | T2                     | Örebro HK              | 3                      |  |  | T2        | Örebro HK       | 3         |  |    |                |                 |       |
|  | C3                     | Team Canada            | 1                      |  |  |           |                 |           |  | C1 | HC Sparta Prag | 2               |       |
|  |                        |                        |                        |  |  |           |                 |           |  |    | T1             | HC Ambrì-Piotta | 3     |
|  |                        |                        |                        |  |  | T1        | HC Ambrì-Piotta | 5         |  |    |                |                 |       |
|  | C2                     | HC Davos               | 3                      |  |  | C2        | HC Davos        | 0         |  |    |                |                 |       |
|  | T3                     | HIFK Helsinki          | 2                      |  |  |           |                 |           |  |    |                |                 |       |

Halbfinalqualifikation
| 29. Dezember 2022 15:10 Uhr | Örebro HK F. Berglund (12:00) L. Öberg (40:21) M. Bromé (59:34) | 3:1 (1:0, 0:0, 2:1) Spielbericht | Team Canada C. DiDomenico (53:26) | Eisstadion, Davos |

| 29. Dezember 2022 20:15 Uhr | HC Davos M. Stránský (11:19) A. Ambühl (26:43) M. Wieser (53:09) | 3:2 (1:1, 1:0, 1:1) Spielbericht | HIFK Helsinki K. Vesailainen (7:48) E. Koivistoinen (41:04) | Eisstadion, Davos |

Halbfinal
| 30. Dezember 2022 15:10 Uhr | HC Sparta Prag D. Dvořáček (30:02) M. Forman (34:40) J. Buchtele (37:38) D. Tomášek (39:19) | 4:3 (0:1, 4:2, 0:0) Spielbericht | Örebro HK M. Bromé (3:28) R. Rissanen (29:31) | Eisstadion, Davos |

| 30. Dezember 2022 20:15 Uhr | HC Ambrì-Piotta B. McMillan (3:03) D. Bürgler (15:25) F. Chlapík (36:46) N. Eggenberger (47:12) I. Pestoni (57:42) | 5:0 (2:0, 1:0, 2:0) Spielbericht | HC Davos | Eisstadion, Davos |

Final
| 31. Dezember 2022 12:10 Uhr | HC Sparta Prag D. Tomášek (6:35) R. Horák (53:53) | 2:3 n. P. (1:1, 0:1, 1:0, 0:0) Spielbericht | HC Ambrì-Piotta A. Formenton (5:45) A. Formenton (23:51) I. Pestoni (PS) | Eisstadion, Davos |

## Siegermannschaft
| Spengler-Cup-Sieger HC Ambrì-Piotta | Torhüter: Benjamin Conz, Janne Juvonen Verteidiger: Yanik Burren, Isacco Dotti, Zaccheo Dotti, Jannik Fischer, Tobias Fohrler, Tim Heed, Vili Saarijärvi, Jesse Virtanen, Kilian Zündel Stürmer: Dario Bürgler, Filip Chlapík, Nando Eggenberger, Alex Formenton, Daniele Grassi, André Heim, Valentin Hofer, Josh Jooris, Johnny Kneubuehler, Brandon McMillan, Inti Pestoni, Michael Špaček, Noele Trisconi, Dominic Zwerger Cheftrainer: Luca Cereda |

## All-Star-Team
| Angriff:      | Brett Connolly – Michael Špaček – Roman Horák |
| Verteidigung: | Michal Kempný – ÖHK Filip Berglund            |
| Tor:          | Janne Juvonen                                 |